# Karl Verner

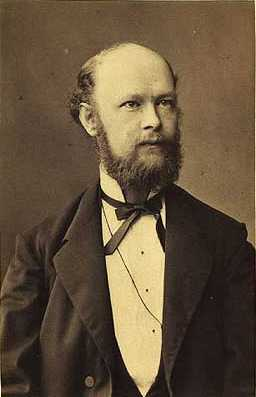
Karl Verner, 1878

Karl Adolf Verner (* 7. März 1846 in Aarhus; † 5. November 1896 in Kopenhagen) war ein dänischer Sprachwissenschaftler. Er entdeckte 1875 Diskrepanzen in den Lautgesetzen, formulierte diese um und publizierte 1877 das nach ihm benannte Vernersche Gesetz.
Das Vernersche Gesetz ist ein schönes Beispiel für die Fruchtbarkeit der junggrammatischen Methode. Tatsächlich war Verner den Leipziger Sprachwissenschaftlern eng verbunden, obwohl er nach seinem Studium in Kopenhagen als Bibliothekar an der Universitätsbibliothek in Halle an der Saale arbeitete. Von dort aus reiste er oft nach Leipzig, um sich mit den Junggrammatikern um August Leskien und Karl Brugmann zu treffen. Er nahm aktiv an den sprachwissenschaftlichen Diskussionen teil, verfasste aber außer der Schrift Eine Ausnahme der ersten Lautverschiebung keine größeren Werke. Verner kehrte im Jahre 1882 nach Kopenhagen zurück, wo er als Dozent für Slawistik arbeitete. Er starb 50-jährig. 

## Auszeichnungen
- 1877: Förderpreis der Bopp-Stiftung

## Schriften (Auswahl)
- Die Kopenhagener Universitätsbibliothek. In: Zentralblatt für Bibliothekswesen, Jg. 1, 1884, S. 182–189 (online).